# NAS200
Linksys NAS 200 è il successore della periferica Linux-based NSLU2. Il NAS200 ha due alloggiamenti SATA, una porta 10/100 Ethernet, e supporta unità USB 2.0 formattate in formato FAT32. Permette la condivisione multimediale con il formato UPnP.
Il firmware supporta solo reti Windows (CIFS). Questo firmware include un kernel Linux 2.6.19 e usa un boot-loader eCos.